# Aliabad-e Agh Hesar
Aliabad-e Agh Hesar (perski: علي اباداق حصار) – wieś w Iranie, w ostanie Hamadan. W 2006 roku miejscowość liczyła 257 mieszkańców w 55 rodzinach.